# Irena Hausmanowa-Petrusewicz
Irena Hausmanowa-Petrusewicz, z domu Ginsburg (ur. 27 grudnia 1917, zm. 7 lipca 2015 w Warszawie) – polska lekarka, neurolog. Jedna z najwybitniejszych, światowych specjalistek w dziedzinie neurologii i pionierka polskiej neurobiologii.

## Życiorys
Urodziła się jako córka Emila Ginsburga, ekonomisty. Jej matka Bella była lekarzem dermatologiem. Jej młodszą siostrą była profesor Stefania Jabłońska (1920–2017). Po ukończeniu gimnazjum w Warszawie w 1935 rozpoczęła w studia na Wydziale Lekarskim UW, które ukończyła w 1941 we Lwowie na Wydziale Lekarskim Uniwersytetu Jana Kazimierza. Równocześnie studiowała psychologię oraz do 1941 pracowała w Zakładzie Farmakologii zajmując się toksykologią układu nerwowego. W latach 1941–1943 pracowała jako lekarz ogólny w Kirgistanie. Od roku 1944 do końca wojny była w armii czynnej, w szpitalu frontowym.
Po zakończeniu działań wojennych i powrocie do Warszawy w 1945 rozpoczęła pracę w Klinice Neurologicznej na stanowisku starszego asystenta. Od 1948 należała do PZPR. W latach 50. XX w. była stypendystką we Francji oraz w Danii. W 1958 została kierownikiem Kliniki Neurologicznej, którą kierowała ponad 30 lat do 1989. W latach 1972–1973 jako visiting professor pracowała na uniwersytecie w Filadelfii, w latach późniejszych w Houston w Teksasie w Baylor College oraz w Columbia University w Nowym Jorku. Obszarem jej zainteresowań stały się choroby nerwowo-mięśniowe, była jednym z twórców Elektromiograficznej (EMG)- diagnostyki nerwów i mięśni. of EMG at the University of Pavia, którym poświęciła większość swoich prac. Dorobek naukowy prof. Ireny Hausmanowej-Petrusewicz liczy ok. 400 publikacji, w tym 31 książek. W 1986 otrzymała tytuł doktora honoris causa Uniwersytetu im. Pasteura w Strasburgu.

Należała do licznych towarzystw naukowych. Była prezesem Polskiego Towarzystwa Neurologicznego w latach 1974–1984, wiceprezesem Światowej Federacji Neurologicznej, członkiem założycielem Grupy Badawczej Mięśni WFN. Była członkiem Europejskiej Federacji Towarzystw Neurologicznych, członkiem rzeczywistym Polskiej Akademii Nauk (od 1998), Komitetu Nauk Neurologicznych PAN, Polskiego Towarzystwa Neurofizjologii Klinicznej, założycielem Polskiego Towarzystwa Zwalczania Chorób Mięśni i przewodniczącą jego Rady Naukowej, Członkiem Honorowym 10 towarzystw zagranicznych oraz redakcji wielu prestiżowych pism neurologicznych krajowych i zagranicznych. Także członkiem Rady Naukowej Instytutu Biocybernetyki i Inżynierii Biomedycznej PAN, Centrum Medycyny Doświadczalnej i Klinicznej PAN, Instytutu Psychiatrii i Neurologii w Warszawie. Jest laureatką wielu nagród naukowych.

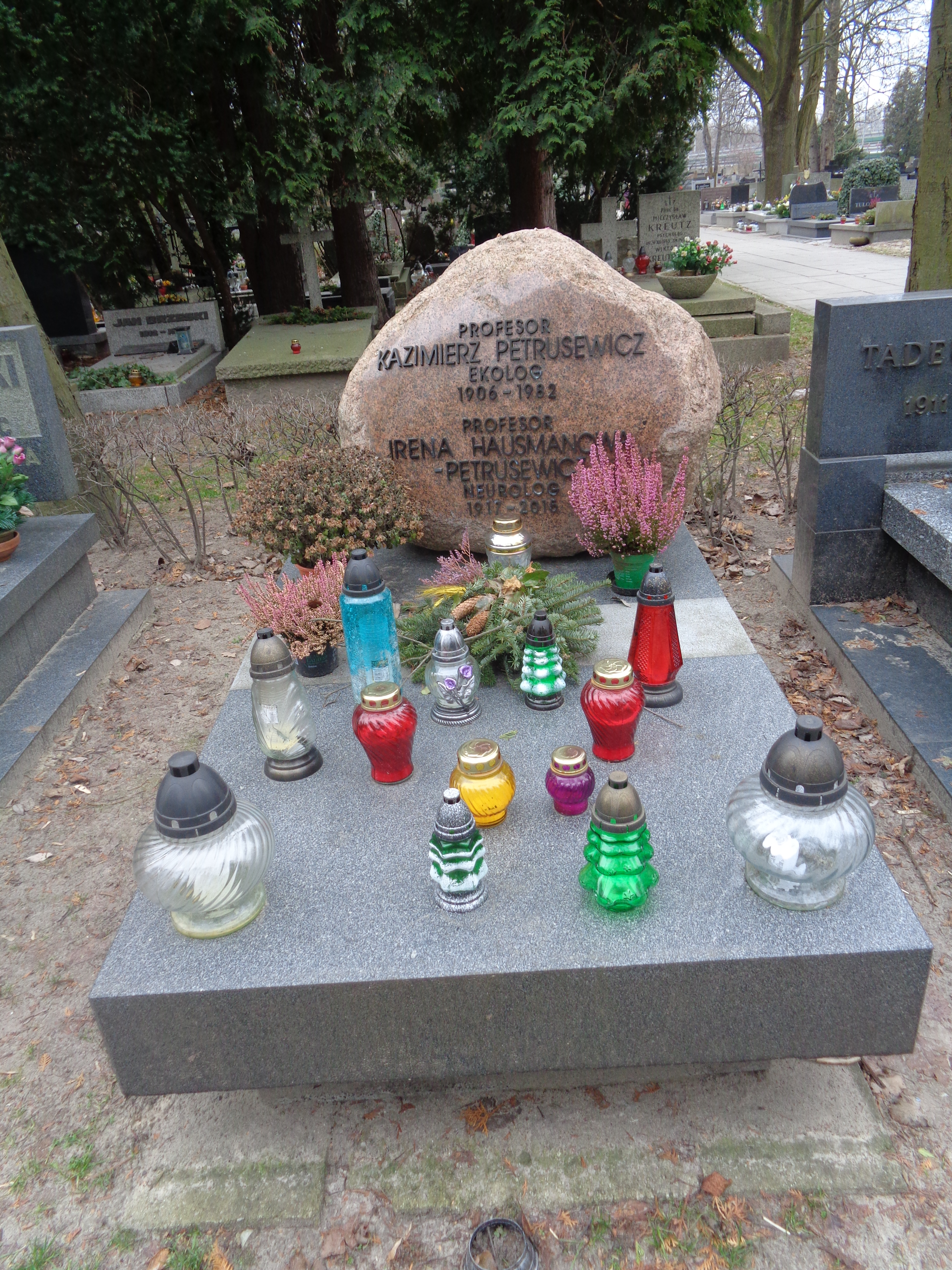
Grób Kazimierza Petrusewicza i Ireny Hausmanowej-Petrusewicz na cmentarzu Wojskowym na Powązkach

Jej siostrą była prof. Stefania Jabłońska, a mężem prof. Kazimierz Petrusewicz.
Zmarła w Warszawie, pochowana na cmentarzu Wojskowym na Powązkach (kwatera A32-tuje-21).

## Działalność naukowa
- Doktor nauk – 1948;
- Habilitacja – 1951;
- Profesor nadzwyczajny – 1954;
- Profesor zwyczajny – 1975.

Promotorka 60 doktorów nauk, opiekunka 16 habilitacji.

## Ordery i odznaczenia
- Krzyż Komandorski z Gwiazdą Orderu Odrodzenia Polski (2002)
- Krzyż Komandorski Orderu Odrodzenia Polski (1986)
- Krzyż Oficerski Orderu Odrodzenia Polski (22 lipca 1951)[9]
- Srebrny Krzyż Zasługi[3]
- Medal 10-lecia Polski Ludowej (13 stycznia 1955)[10]
- Medal Komisji Edukacji Narodowej (1985)